# Eider
Az Eider (latinul: Egdor, dánul: Ejderen) Németország Schleswig-Holstein tartományának leghosszabb folyója. Bordesholm közelében ered és megközelíti Kiel városát a Balti-tenger partján, de innen nyugat felé folyik és végül az Északi-tengerbe torkollik. A folyó középső szakaszát felhasználták a Kieli-csatorna építésekor.
A korai középkorban a folyó környékén éltek a jütök és az anglik, valamint a korai szászok, akik egy része később Angliában telepedett le. A folyó északi-tengeri szakasza részét képezte egy fontos óészaki, majd viking kereskedelmi útvonalnak, ami az Eider torkolatától a Schlei öbölig haladva összeköttetést képezett az Északi-tenger és a Balti-tenger között. Itt épült a Danevirke, a kialakuló dán királyság védelmét szolgáló falrendszer is. A középkor későbbi szakaszában a folyó határvonal volt szászok és a dánok között, amint arról Brémai Ádám is megemlékezett 1076-ban, majd évszázadokig Dánia és a Német-római Birodalom határát képezte.  A folyótól északra terül el a történelmi Schleswig, délen pedig Holstein, a mai Schleswig-Holstein tartomány két része. 
Az Eider Mielkendorf és Achterwehr között a Westensee tavon keresztül folyik.
A folyó a következő városokon folyik keresztül: Wattenbek, Kiel, Rendsburg, Friedrichstadt és Tönning. Tönning közelében torkollik az Északi-tengerbe. Torkolatát egy nagy védmű zárja le vihardagály esetén. 

## Fordítás
- Ez a szócikk részben vagy egészben a Eider (river) című angol Wikipédia-szócikk ezen változatának fordításán alapul.  Az eredeti cikk szerkesztőit annak laptörténete sorolja fel. Ez a jelzés csupán a megfogalmazás eredetét és a szerzői jogokat jelzi, nem szolgál a cikkben szereplő információk forrásmegjelöléseként.